# Thibaut II av Champagne
Thibaut II av Champagne, född 1090, död 1152, var regerande greve av Champagne från 1125 till 1152. 